# Dune Acres (Indiana)
Dune Acres es un pueblo ubicado en el condado de Porter en el estado estadounidense de Indiana. En el Censo de 2010 tenía una población de 182 habitantes y una densidad poblacional de 20,44 personas por km².

## Geografía
Dune Acres se encuentra ubicado en las coordenadas 41°38′56″N 87°5′49″O / 41.64889, -87.09694. Según la Oficina del Censo de los Estados Unidos, Dune Acres tiene una superficie total de 8.9 km², de la cual 5.63 km² corresponden a tierra firme y (36.82%) 3.28 km² es agua.

## Demografía
Según el censo de 2010, había 182 personas residiendo en Dune Acres. La densidad de población era de 20,44 hab./km². De los 182 habitantes, Dune Acres estaba compuesto por el 95.05% blancos, el 1.1% eran afroamericanos, el 0% eran amerindios, el 2.2% eran asiáticos, el 0% eran isleños del Pacífico, el 0.55% eran de otras razas y el 1.1% pertenecían a dos o más razas. Del total de la población el 1.65% eran hispanos o latinos de cualquier raza.